# الجوز (إب)

تعديل مصدري - تعديل

الجوز هي إحدى قرى عزلة جبل معود بمديرية إب التابعة لمحافظة إب، بلغ تعداد سكانها 1848 نسمة حسب تعداد اليمن لعام 2004.